# Ōsako Naomichi
Ōsako Naomichi est un nom japonais traditionnel ; le nom de famille (ou le nom d'école), Ōsako, précède donc le prénom (ou le nom d'artiste).
Ōsako Naomichi (大迫尚道) (6 septembre 1854 - 12 septembre 1934) est un général de l'armée impériale japonaise, frère cadet du général Ōsako Naoharu

## Biographie
Ōsako est né dans une famille samouraï du domaine de Satsuma (actuelle préfecture de Kagoshima). il rejoint la nouvelle armée japonaise impériale en avril 1871 et entre dans la 2e promotion de ce qui deviendra l'académie de l'armée impériale japonaise en décembre 1875. Alors qu'il est encore cadet, il est appelé pour combattre ses anciens camarades de Satsuma lors de la rébellion de Satsuma. En février 1879, il est promu sous-lieutenant dans l'artillerie. En mai 1886, il entre à l'école militaire impériale du Japon, avec l'artillerie pour spécialité. Il est envoyé en Allemagne pour perfectionner sa formation en mai 1888. De retour au Japon, il est assigné à l'arsenal de Koishikawa. Il retourne en Allemagne comme attaché militaire jusqu'en juillet 1893.
Ōsako est nommé commandant du 1er régiment d'artillerie terrestre en février 1894. Durant la seconde guerre sino-japonaise, il est assigné à l'État-major de la 1re armée. En octobre 1896, il devient chef d'État-major de la 5e division d'infanterie et est promu colonel en octobre 1897. En décembre 1898, il devient chef d'État-major de la 4e division. En juin 1901, il est général et reçoit le commandement de la 2e brigade d'artillerie.
Durant la guerre russo-japonaise, Ōsako participe au siège de Port-Arthur. Il est nommé chef d'État-major de la 2e armée en septembre 1904. Pour ses actions, il est décoré de l'ordre du Milan doré (2e classe), et est réassigné à l'inspection générale de l'entraînement militaire en février 1906. Il est promu lieutenant-général en novembre 1907, puis commandant de la 18e division d'infanterie en novembre 1910, et commandant de la 4e division en décembre 1912.
En mai 1914, Ōsako reçoit le Grand cordon de l'ordre du Trésor sacré. En février 1915, il sert au conseil de guerre suprême et est promu général en août 1915. En novembre 1918, il reçoit l'ordre du Soleil levant (1er classe). En juillet 1919, il est transféré dans la réserve. Sa tombe se trouve au cimetière de Tama de Tokyo.